# 이중항 상태

단일항, 이중항, 그리고 삼중항 상태의 원자 예시.

양자역학에서 이중항 상태(doublet state)는 유효 스핀이 1/2인 시스템의 복합 양자 상태로, 스핀 성분의 허용값이 -1/2과 +1/2의 두 가지가 있다. 가능한 상태가 두 개인 양자 시스템을 때때로 2준위 시스템이라고 부른다. 본질적으로 자연에서 발생하는 이중항 상태는 모두 회전대칭에서 비롯된다. 스핀 1/2은 리 군인 SU(2)의 기본 표현과 연관되어 있다.

## 역사와 응용
"이중항 상태"라는 용어는 19세기 초로 거슬러 올라가는데, 그때 변칙 제이만 효과라고 알려진 현상에서 이온화되고 들뜬 가스의 특정 분광선이 강한 자기장의 영향으로 둘로 분리되는 것이 관찰되었다. 이러한 분광선은 실험실뿐만 아니라 천문학 분광학 관측에서도 관찰되어 천문학자들이 태양, 별 및 은하 주변에 자기장이 존재함을 추론하고 그 세기를 측정할 수 있게 해 주었다. 반대로 분광학에서 이중항 상태를 관찰함으로써 물리학자들은 전자에 스핀이 있으며, 더 나아가 스핀의 크기가 1/2이어야 함을 추론할 수 있었다. 더 자세한 내용은 스핀 (물리학) 문서의 역사 부분을 참조하라.
이중항 상태는 물리학에서 계속 중요한 역할을 한다. 예를 들어, 자기공명영상의 의료 기술은 핵자기 공명에 기반한다. 이 기술에서 분광학적 이중항 상태는 스핀 1/2의 원자핵에서 발생하며, 이중항 분리는 라디오파 범위에 있다. 자기장을 적용하고 라디오파 송신기를 신중하게 튜닝함으로써 핵 스핀이 뒤집히고 라비 주기라고 알려진 효과로 복사선을 재방출한다. 방출된 라디오파의 세기와 주파수를 통해 해당 원자핵의 농도를 측정할 수 있다. 또 다른 잠재적 응용 분야는 발광 다이오드(LED)의 발광층으로 이중항 상태를 사용하는 것이다. 이러한 재료는 스핀 통계에 기반하여 100%의 이론적 양자 효율을 갖는 장점이 있는 반면, 단일항 시스템과 삼중항 시스템은 효율이 현저히 낮거나 Pt 및 Ir과 같은 귀금속에 의존하여 빛을 방출한다.

## 같이 보기
- 단일항 상태
- 삼중항 상태
- 스핀 중복도